# Ludwig Hilberseimer
Ludwig Hilbersheimer, (Karlsruhe, 1885. szeptember 4. – Chicago, 1967. május 6.) német építész és várostervező, építész-teoretikus és publicista, oktató a Bauhausban.

## Életrajza
1885-ben született Karlsruhéban. 1906–1911 között Karlsruhéban építészetet tanult, többek között Friedrich Ostendorfnál.
Ezután áttelepült Berlinbe, ahol építészként működött. 1919-től számos művészeti kritikát írt, beszámolókat Berlin kulturális életéről például a Das Kunstblattba vagy a Sozialistische Monatsheftbe.
1922-ben újra építészeti és várostervezési kérdésekkel kezdett foglalkozni; megvalósult néhány berlini lakó- és egy üzletháza, valamint egy lakóháza (Weissenhofsiedlung) az 1927-es stuttgarti Die Wohnung kiállításra. Egyidejűleg írásai jelentek meg a modern építészetről és várostervezésről, például Großstadtarchitektur (1927), és Beton als Gestalter (1928).
1929 tavaszától 1933 áprilisáig működött a Bauhausban; kezdetben az építéstan és a szerkezettervezés vezetője volt, később a lakás- és városépítés szemináriumának tanára.
1933-tól – politikai okokból – publikációs tevékenységének korlátozására kényszerült. Építészként dolgozott Berlinben.
- 1938-ban Chicagóba (Illinoisba) emigrált, ahol a Ludwig Mies van der Rohe vezette Illinois Institute of Technologyn a város- és környezet-tervezés professzora, 1955-tői pedig az intézmény igazgatója lett.
- 1963-ban a berlini Művészeti Akadémia tiszteletbeli tagjává választották.
- 1967-ben halt meg Chicagóban.

## Válogatás publikációiból
(a wikipedia.de szócikke alapján)
- Großstadtbauten; Aposs-Verlag, Hannover, 1925
- Großstadtarchitektur; Julius Hoffman Verlag, Stuttgart, 1927
- Beton als Gestalter; mit Dr. Julius Vischer, Julius Hoffmann Verlag, Stuttgart, 1928
- Internationale neue Baukunst; Julius Hoffmann Verlag, Stuttgart, 1928
- Hallenbauten; J. M. Gerhardt, Leipzig, 1931
- The New City. Principles of Planning; Paul Theobald, Chicago, 1944
- The New Regional Pattern. Industries and Gardens. Workshops and Farms; Paul Theobald, Chicago, 1949
- The Nature of Cities. Origin, Growth, and Decline. Pattern and Form. Planning Problems; Paul Theobald, Chicago, 1955
- Mies van der Rohe; Paul Theobald, Chicago, 1956
- Entfaltung einer Planungsidee; Bauwelt Fundamente 6, Berlin, Frankfurt, Wien, 1963
- Contemporary Architecture, It´s Roots and Trends; Paul Theobald, Chicago, 1964
- Berliner Architektur der 20er Jahre; Florian Kupferberg Verlag, Mainz, Neue Bauhausbücher, 1967

## Jelentősége a Bauhaus-eszme kiteljesedése szempontjából
Hilberseimer főként teoretikus, aki az elsők között írt a modern építészetről. Gyakorta sematikusnak bélyegzett várostervei is arról tanúskodnak, hogy elsősorban elméleti ember volt. A gyakorlatból vett kortársi gondolatokat általánosította, s ezekből alakította ki a várostervezésről elvont téziseit. (The New City. Chicago, 1950; The Nature of Cities. Chicago, 1955)